# Hansi (köping i Kina)
Hansi (kinesiska: 韩寺, 韩寺镇) är en köping i Kina. Den ligger i provinsen Henan, i den centrala delen av landet, omkring 43 kilometer öster om provinshuvudstaden Zhengzhou. Antalet invånare är 35 192. Befolkningen består av 16 850 kvinnor och 18 342 män. Barn under 15 år utgör 24,0 %, vuxna 15-64 år 68 %, och äldre över 65 år 6,0 %.
Genomsnittlig årsnederbörd är 681 millimeter. Den regnigaste månaden är juli, med i genomsnitt 182 mm nederbörd, och den torraste är januari, med 4 mm nederbörd.